# Konstsim vid världsmästerskapen i simsport 2025 – Fritt lagprogram
Det fria lagprogrammet i konstsim vid världsmästerskapen i simsport 2025 avgjordes mellan den 19 och 20 juli 2025 i World Aquatics Championships Arena i Singapore.

## Resultat
Kvalet startade den 19 juli klockan 10:02. Finalen startade den 20 juli klockan 18:32.
Grön bakgrund betyder att konstsimmarna gick vidare till finalen
| Placering | Nation               | Simmare | Kval     | Kval      | Final            | Final            |
| Placering | Nation               | Simmare | Poäng    | Placering | Poäng            | Placering        |
| --------- | -------------------- | --- | -------- | --------- | ---------------- | ---------------- |
| 1         | Kina                 | Chang Hao Cheng Wentao Dai Shiyi Feng Yu Li Xiuchen Lin Yanhan Xiang Binxuan Xu Huiyan                                                                                         | 338,2167 | 1         | 348,4779         | 1                |
| 2         | Japan                | Kaho Aitaka Moka Fujii Moe Higa Yuka Kawase Uta Kobayashi Tomoka Sato Nao Shirahase Sakurako Uchida                                                                            | 327,9186 | 3         | 334,7232         | 2                |
| 3         | Spanien              | Cristina Arámbula Txell Ferré Marina García Dennis González Alisa Ozhogina Paula Ramírez Sara Saldaña Iris Tió                                                                 | 329,4288 | 2         | 321,1328         | 3                |
| 4         | USA                  | Ghizal Akbar Anita Alvarez Jaime Czarkowski Nicole Dzurko Jacklyn Luu Daniella Ramirez Natalia Vega Karen Xue                                                                  | 314,2542 | 4         | 318,0808         | 4                |
| 5         | Italien              | Valentina Bisi Beatrice Esegio Marta Iacoacci Alessia Macchi Sofia Mastroianni Susanna Pedotti Sophie Tabbiani Giulia Vernice                                                  | 304,5067 | 6         | 313,4337         | 5                |
| 6         | Mexiko               | Regina Alférez Fernanda Arellano Miranda Barrera Itzamary González Glenda Inzunza Joana Jiménez Pamela Toscano Diego Villalobos                                                | 305,0511 | 5         | 285,7186         | 6                |
| 7         | Kazakstan            | Dayana Jamanchalova Aigerim Kurmangaliyeva Xeniya Makarova Arina Myasnikova Anna Pavletsova Valeriya Stolbunova Yasmin Tuyakova Zhaklin Yakimova                               | 261,9755 | 8         | 277,8196         | 7                |
| 8         | Neutrala idrottare A | Anastasiya Bernat Anastasiya Dabravolskaya Volha Dzemidovich Marharyta Kiryliuk Kseniya Kuliashova Aliaksandra Mironchyk Valeryia Shymanskaya Yana Tratseuskaya                | 271,5473 | 7         | 274,9779         | 8                |
| 9         | Grekland             | Thaleia Dampali Athina Kamarinopoulou Stylianos Koukouselis Fouskis Artemi Koutraki Despoina Pentza Sofia Rigakou Danai Tsaprali Georgia Myrto Zangana                         | 261,7529 | 9         | 250,2924         | 9                |
| 10        | Nordkorea            | Choe Ra-yon Han Ryu-jong Kang Un-a Kim Hyon-jong Kim Il-sim Pak Hyon-a So Hyon-ju Yun Kyong-ryong                                                                              | 245,1942 | 11        | 249,6529         | 10               |
| 11        | Chile                | Nicolás Campos Dominga Cerda Dominga Cesped Bárbara Coppelli Theodora Garrido Josefa Oravec Chloe Plaut Macarena Vial                                                          | 235,4976 | 12        | 240,6881         | 11               |
| 12        | Brasilien            | Vitória Casale Sara Marinho Ana Beatriz Nunes Marina Postal Celina Rangel Gabriela Regly Hannah Sukman Anna Giulia Veloso                                                      | 249,6293 | 10        | 238,3475         | 12               |
| 13        | Israel               | Yogev Dagan Catherine Kunin Alexandra Lerman Noga Levy Lior Makmel Aya Mazor Shaya Sar Shalom Nechmad Yaara Sharabi                                                            | 230,6845 | 13        | Gick inte vidare | Gick inte vidare |
| 14        | Storbritannien       | Katherine Boitsidis Loya Cenkci Jessica Hinxman Holly Hughes Pia Lanham Sophie Rowney Magdalena Townsend Cara Zeidler                                                          | 223,3776 | 14        | Gick inte vidare | Gick inte vidare |
| 15        | Ungern               | Zsófia Almádi Blanka Barbócz Angelika Bastianelli Nóra Császik Léda Duhonyi Gréta Fehér Titanilla Janku Blanka Taksonyi                                                        | 222,8117 | 15        | Gick inte vidare | Gick inte vidare |
| 16        | Thailand             | Kantinan Adisaisiributr Patrawee Chayawararak Nannapat Duangprasert Kanyanatt Kaewvisit Pongpimporn Pongsuwan Getsarin Sawangarom Supitchaya Songpan Voranan Toomchay          | 213,9607 | 16        | Gick inte vidare | Gick inte vidare |
| 17        | Hongkong             | Jasmine Cheng Sum Yuet Cheung Hiu Yin Lai Azland Chi Yeung Lam Nok Yan Lauren Lam Chi Yin Lee Wing Ka Wong Zi Hua Yang                                                         | 144,9394 | 17        | Gick inte vidare | Gick inte vidare |
| 18        | Costa Rica           | María Alfaro Valeria Alfaro Amanda Arias María Paz Castro Mariangel González Anna Mitinian Jimena Solano Raquel Zúñiga                                                         | 141,5545 | 18        | Gick inte vidare | Gick inte vidare |
| 19        | Indonesien           | Mutiara Nur Azisah Amandha Mutiara Putri Auliya Mustika Putri Rani Asriani Rahman Rasya Annisa Rahman Khansa Fathiyyah Zahrani Saman Nurfa Nurul Utami Nawrah Qanitah Zhafirah | 126,6905 | 19        | Gick inte vidare | Gick inte vidare |
| 20        | Sydafrika            | Tori Buitendag Chloe Dundas-Starr Leah Howell Aneesah Lindoor Aurelia Pretorius Tayla-Jade Van Huyssteen Casey Williams Sarah Williams                                         | 101,5804 | 20        | Gick inte vidare | Gick inte vidare |